# Spiroctenus londinensis
Espèce
Spiroctenus londinensis est une espèce d'araignées mygalomorphes de la famille des Bemmeridae.

## Distribution
Cette espèce est endémique du Cap-Oriental en Afrique du Sud,. Elle se rencontre vers Buffalo City.

## Description
Le mâle syntype mesure 22 mm et la femelle syntype 27 mm.

## Étymologie
Son nom d'espèce, composé de londin[us] et du suffixe latin -ensis, « qui vit dans, qui habite », lui a été donné en référence au lieu de sa découverte, East London

## Publication originale
- Hewitt, 1919 : Descriptions of new South African Araneae and Solifugae. Annals of the Transvaal Museum, vol. 6, no 3, p. 63-111 (texte intégral).